# Lesnianska hoľa
Lesnianska hoľa este o arie protejată (arie specială de conservare — SAC, sit de importanță comunitară — SCI) din Slovacia întinsă pe o suprafață de 122,85 ha, integral pe uscat.

## Localizare
Centrul sitului Lesnianska hoľa este situat la coordonatele 49°19′56″N 19°11′23″E / 49.332153°N 19.189611°E.

## Înființare
Situl Lesnianska hoľa a fost declarat sit de importanță comunitară în septembrie 2017 pentru a proteja 1 specie de plante. Situl a fost protejat și ca arie specială de conservare în octombrie 2017.

## Biodiversitate
Situată în ecoregiunea alpină, aria protejată conține 2 habitate naturale: Formațiuni ierboase bogate în specii de Nardus, dezvoltate pe substraturi silicioase în zone montane (și în zone submontane, în Europa continentală), Fânețe de joasă altitudine (Alopecurus pratensis, Sanguisorba officinalis).
La baza desemnării sitului se află o specie protejată de  plante: Campanula serrata.